# Besencens

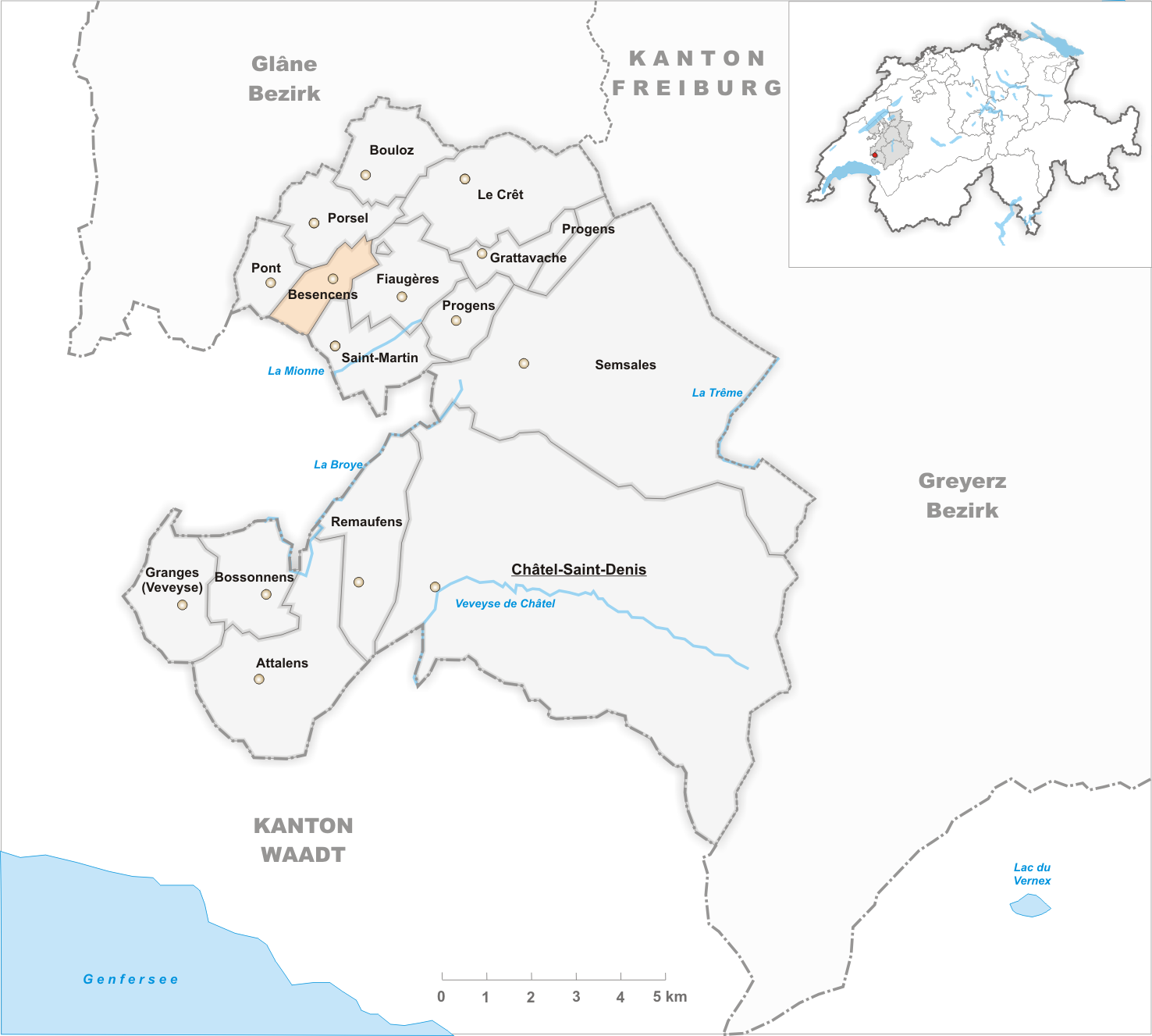
Gemeindestand vor der Fusion am 1. Januar 2004

Besencens (frz. [bəzɑ̃sɑ̃s]; fpr. [(a) bəzɛ̃ˈsɛ̃], Bezinssinⓘ) ist eine Streusiedlung und ehemals selbständige politische Gemeinde im Vivisbachbezirk des Schweizer Kantons Freiburg. Seit 2004 gehört Besencens zur Gemeinde Saint-Martin.

## Geographie
Besencens liegt auf 880 m ü. M., 15 km westsüdwestlich von Bulle (Luftlinie). Die Streusiedlung erstreckt sich an aussichtsreicher Lage auf einem Höhenrücken zwischen den Tälern von Mionne im Süden und des Flon im Norden, im Molassehügelland der Haute-Veveyse östlich der oberen Broye, im südwestlichen Freiburger Mittelland. Die ehemalige Gemeindefläche betrug rund 2,1 km². Das Gebiet umfasste den Kammbereich des Höhenzugs von Besencens (bis 903 m ü. M.) und reichte im Nordosten bis an den Rand der Moorniederung Les Tourbières.

## Bevölkerung
Mit 154 Einwohnern (2002) zählte Besencens vor der Fusion zu den kleinen Gemeinden des Kantons Freiburg. 1870 hatte die Gemeinde 176 Einwohner, 1980 lebten jedoch nach starker Abwanderung nur noch 95 Personen im Ort. Seither wurde wieder eine deutliche Bevölkerungszunahme verzeichnet. Zur Streusiedlungsgemeinde Besencens gehörten auch die Weiler Clos Devant (840 m ü. M.) und La Jailla (870 m ü. M.), beide auf dem Höhenrücken von Besencens gelegen, sowie mehrere Hofsiedlungen und Einzelhöfe.
Einwohnerzahlen: Volkszählungsdaten

## Wirtschaft
Besencens lebt noch heute von der Landwirtschaft, insbesondere von der Milchwirtschaft und der Viehzucht. Dank der attraktiven Lage sind in den letzten beiden Jahrzehnten auch Familien ins Dorf gezogen, die überwiegend auswärts erwerbstätig sind.

## Verkehr
Das Dorf liegt abseits der grösseren Durchgangsstrassen, ist aber von Saint-Martin oder von Oron-la-Ville leicht erreichbar. Besencens besitzt selbst keine Anbindung an das Netz des öffentlichen Verkehrs, die nächste Haltestelle der Buslinie von Oron-la-Ville nach La Verrerie befindet sich in Saint-Martin.

## Geschichte
Der Ort ist erstmals um 1166 als Besencens und um 1170 als Besences belegt. Der Ortsname wird als Ableitung eines lateinischen Personennamens, etwa Byzantius, mit dem germanischen Zugehörigkeitssuffix -ingōs gedeutet. Seit dem Hochmittelalter unterstand Besencens der Herrschaft Oron, die sich im Einflussbereich des Hauses Savoyen befand. Mit dieser Herrschaft gelangte das Dorf im ausgehenden 14. Jahrhundert in den Besitz der Grafen von Greyerz. Nachdem der letzte Graf von Greyerz 1554 Konkurs gemacht hatte, ging Besencens 1555 in den Besitz von Freiburg über und wurde in der Folge der Vogtei Rue zugeordnet. Bis 1763 bildete Besencens zusammen mit dem Nachbardorf Fiaugères eine einzige Gemeinde. Nach dem Zusammenbruch des Ancien Régime 1798 gehörte das Dorf während der Helvetik und der darauf folgenden Zeit zum damaligen Bezirk Rue, bevor es 1848 in den Bezirk Veveyse eingegliedert wurde. Besencens besitzt keine eigene Kirche, es gehört zur Pfarrei Saint-Martin.
Im Rahmen der vom Kanton Freiburg seit 2000 geförderten Gemeindefusionen votierten die Stimmberechtigten von Besencens am 11. Juni 2003 mit einer Ja-Mehrheit von 95 % für die Fusion ihrer Gemeinde mit Saint-Martin und Fiaugères. Mit Wirkung auf den 1. Januar 2004 wurde Besencens deshalb nach Saint-Martin eingemeindet.